# Csipkebogyó sejt
A csipkebogyó sejtek az emberi agykéreg első rétegében (a molekuláris rétegben) jelen lévő gátló GABA-erg neuronok. Az 1. rétegben az összes gátló neuron mintegy 10-15%-át teszik ki. Az ilyen típusú neuronok (nagy, csipkebogyó-szerű axon-végződésekkel és összetett elágazásokkal rendelkeznek) megtalálhatóak az emberben, de rágcsálókban még nem találkoztak velük. A sejttípust a Tamás-csoport fedezte fel a Szegedi Tudományegyetemen és felfedezésük 2018 augusztusában hirdették ki.
A csipkebogyó neuronokat a csipkebogyóról nevezték el, mivel az axon-végződés bunkói hasonlítanak a növény bogyóihoz. 
Ezek a csipkebogyó-sejtek olyan immunhisztokémiai profillal rendelkeznek (GAD1+CCK+, CNR1–SST–CALB2–PVALB–), amely egyetlen transzkriptomosan meghatározott sejttípussal egyezik meg, amelynek specifikus molekuláris markerei nem jelennek meg az egér agykérgében. Az első rétegben lévő csipkebogyó sejtek homotípusos rés-kapcsolatokat képeznek, túlnyomórészt a harmadik rétegbeli piramissejtek csúcsi dendritjeivel, és gátolják a visszaterjedő piramidális akciós potenciálokat a dendritek bolyhainak mikrotartományaiban. Ezek a sejtek ezért a kérgi piramissejtekben, helyi dendritikus feladatok szabályozásának hatékonysága céljából vannak elhelyezve.